# Knoxville (Tennessee)
Knoxville je město v okrese Knox County ve státě Tennessee ve Spojených státech amerických. 

## Geografie
Město leží v údolí Appalačského pohoří a je branou do národního přírodního parku Great Smoky Mountains.

## Historie

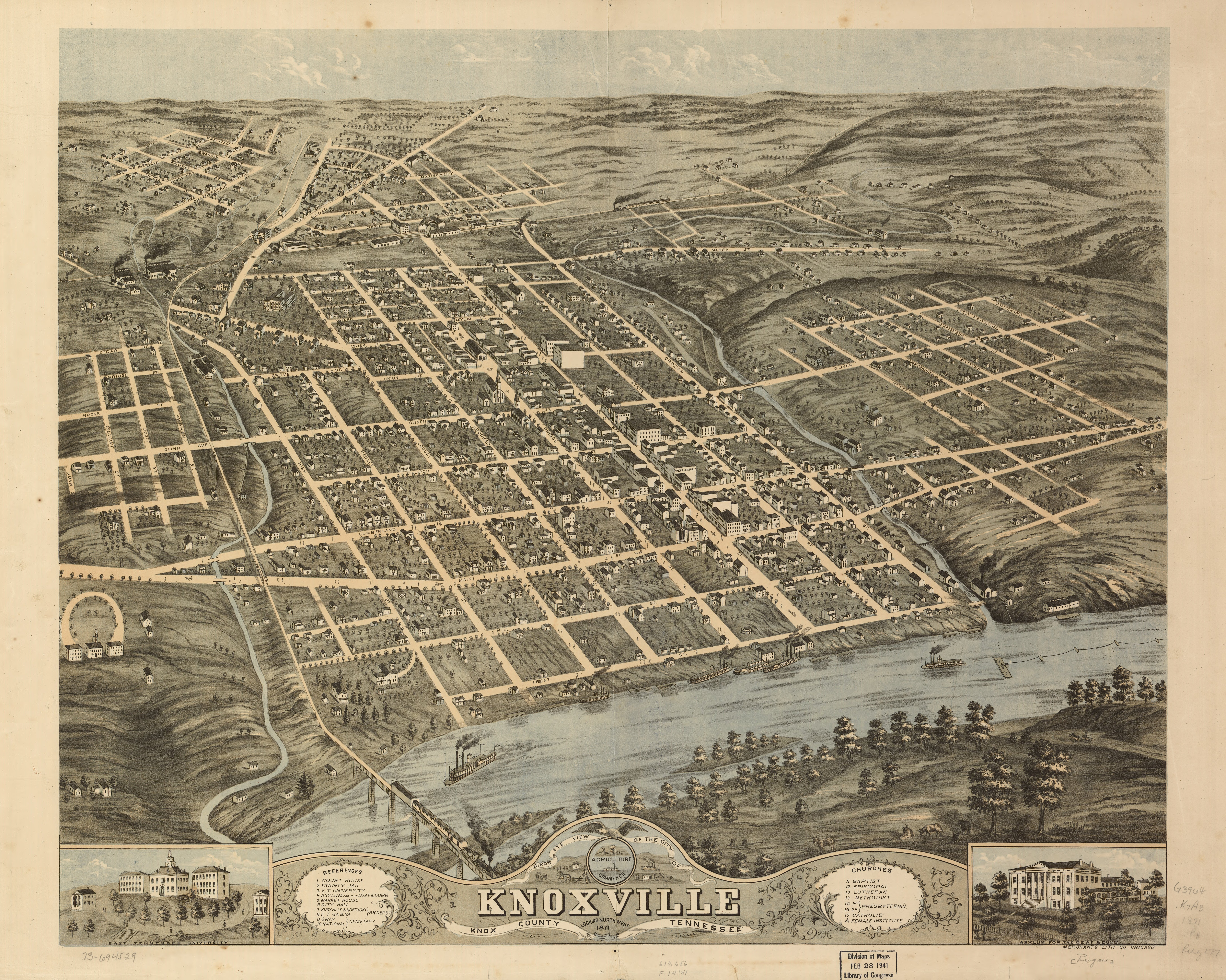
Plán měst z roku 1871

První osídlení  předkolumbovské éry je zde doloženo  mezi léty 1000-1400 našeho letopočtu. Mohyla tehdejších obyvatel je chráněnou archeologickou památkou a dochovala se na pozemku zemědělské fakulty knoxvillské univerzity.
Američtí kolonizátoři  v čele s generálem Jamesem Whitem (1747–1821)  se při zdejší osadě usadili během války za nezávislost v roce 1786 a pojmenovali své sídlo po Henrym Knoxovi. Oficiálně bylo město založeno roku 1791.  Nejstarší dochovanou stavbou ve městě je dřevěný hrázděný dům Jamese Whitea, zvaný Fort James White.  Roku 1855 byla do města přivedena železnice, která vyvolala ekonomický boom.
V roce 2020 zde žilo 194 740 obyvatel. S celkovou rozlohou 269,8 km² byla hustota zalidnění 707 obyvatel na km².

## Kultura

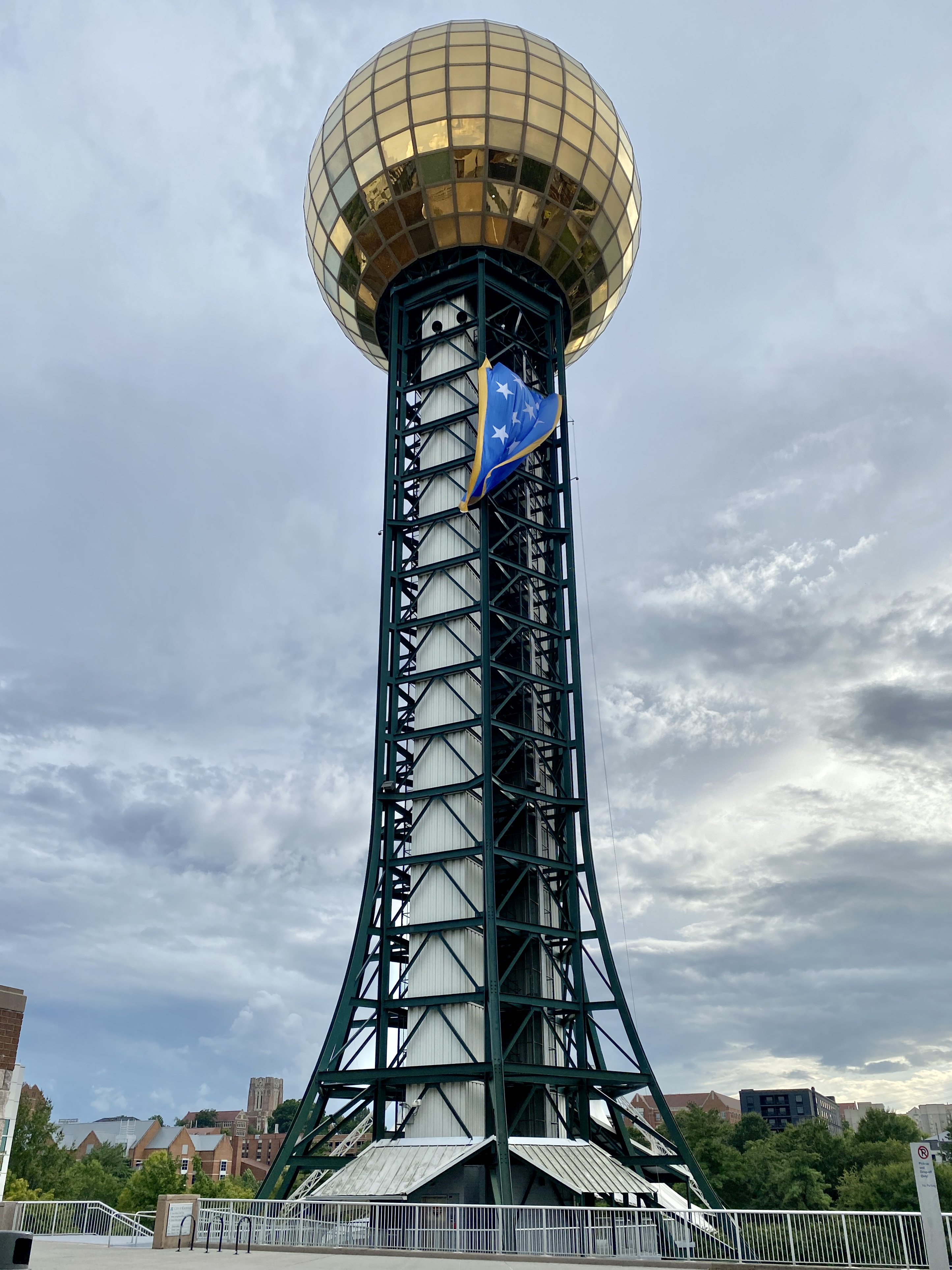
Věž Sluneční sféra" (1982)

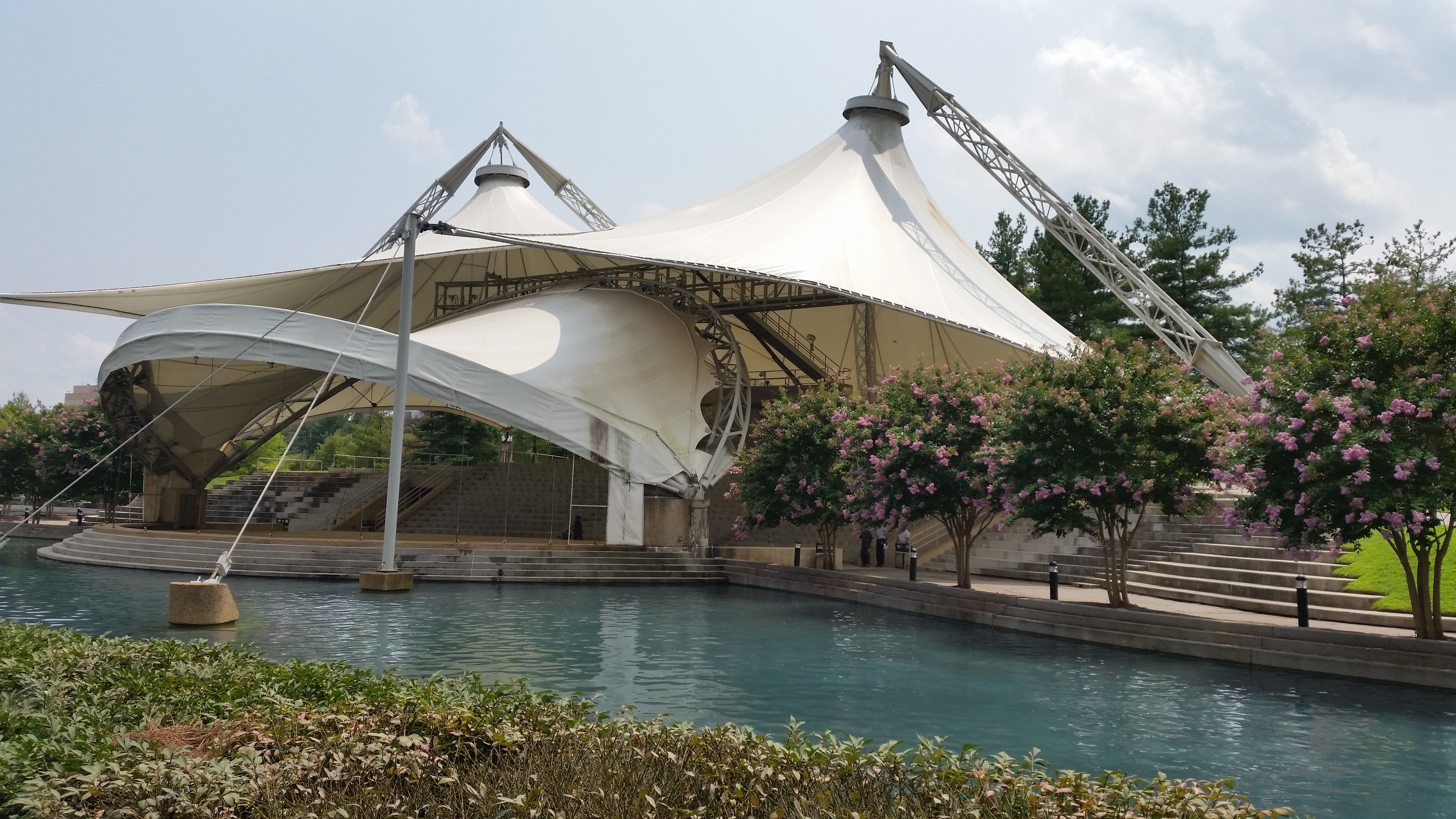
Tennessee Amfoteátr (1982)

- Knoxvillský symfonický orchestr (KSO) byl založen roku 1935 a je nejstarším nepřetržitě existujícím hudebním tělesem na americkém jihozápadě.
- V roce 1982 se zde konala světová výstava energetických zdrojů Knoxville International Energy Exposition (KIEE), pro kterou byly postaveny dvě dominanty města: Tennesee amfiteátr v podobě stanu pro 1400 návštěvníků a věž – rozhledna s výzkumnou energetickou laboratoří The Sunsphere (Sluneční sféra), kterou navrhl architekt Hubert Bebb. Návštěvníky mezi nimi vozila sedačková lanovka.
- Od roku 2009 se v amfiteátru koná hudební festival nezávislé hudby  Big Ears Festival, na němž během pozdějších let vystupovali například John Cale, Adrian Belew, Philip Glass, Terry Riley nebo Steve Reich.
- Regionální historické muzeum (Museum of East Tennessee History) bylo otevřeno roku 1993.

## Vzdělání

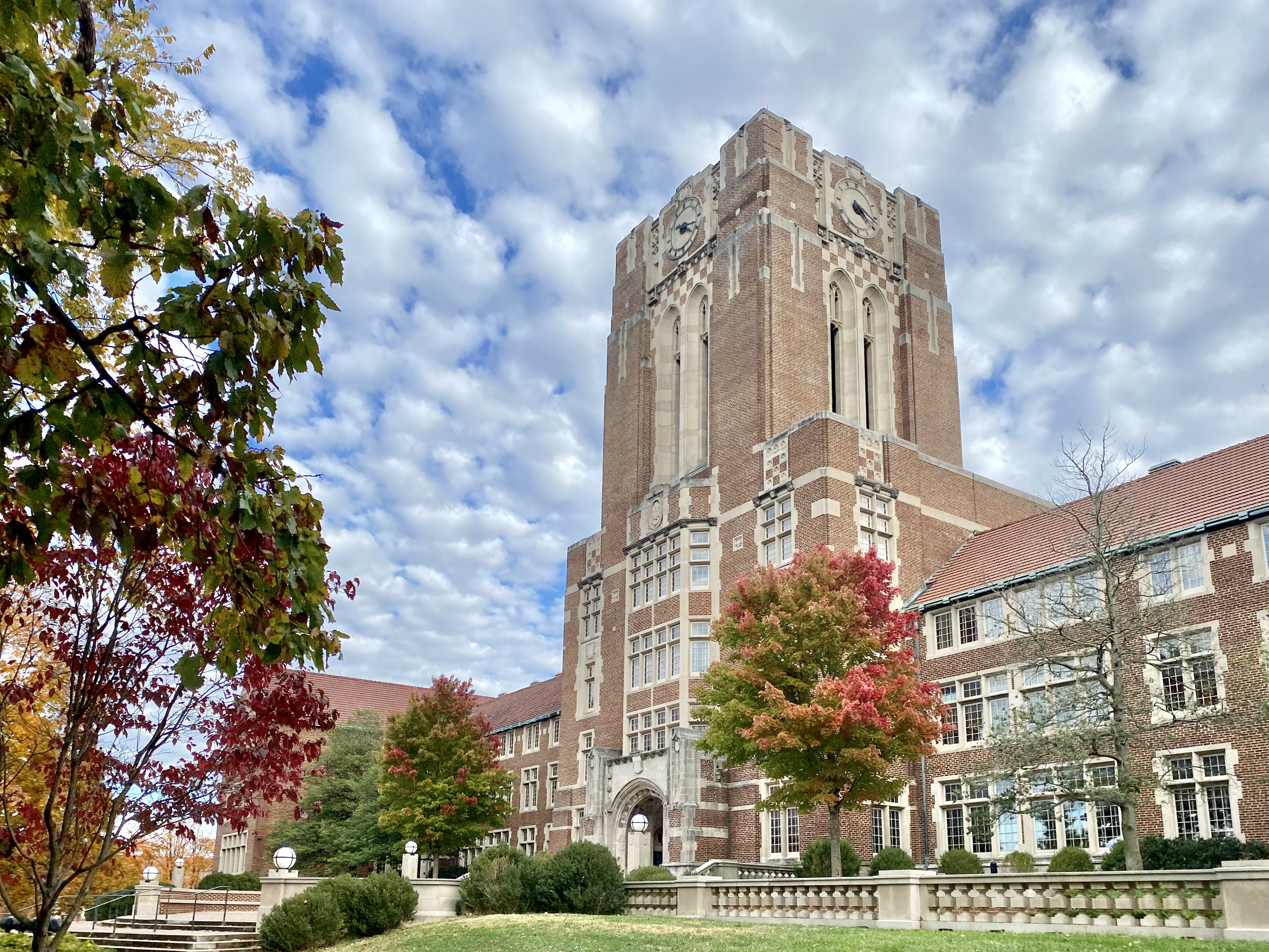
Ayres Hall, univerzitní budova

- The University of Tennessee je veřejná státní univezita. Byla založena před rokem 1828. V letech 1919-1921 byla postavena reprezentační budova jejího campusu Ayres Hall v anglickém "revival stylu" na místě starší budovy a středověké indiánské osady.
- Johnson University je privátní škola zaměřená na studium biblistiky.
- Ve městě sídlí také fakulty cizích univerzit, např. Carson-Newmanovy univerzity z Jefferson City nebo Lincoln Memorial University z Harrogate.

## Slavní rodáci
- James Agee (1909–1955), spisovatel, novinář, filmový kritik a scenárista[3]
- Quentin Tarantino (* 1963), filmový režisér, scenárista a herec, držitel Oscara[4]
- Johnny Knoxville (* 1971), herec a komik[5]
- Christina Hendricks (* 1975), herečka[6]
- Randy Orton (* 1980), profesionální wrestler[7]

## Partnerská města
- Chełm, Polsko
- Čcheng-tu, Čína
- Kao-siung, Tchaj-wan
- Larisa, Řecko
- Muroran, Japonsko
- Neuquén, Argentina
- Jesan, Jižní Korea

 Zdroj Sister Cities International: